# Cerkiew św. Jana Ewangelisty w Borysławce
Cerkiew św. Jana Ewangelisty w Borysławce – nieistniejąca drewniana filialna cerkiew greckokatolicka, która znajdowała się w Borysławce, w gminie Fredropol, w powiecie przemyskim.
Cerkiew została zbudowana w 1750. Do 1847 była niezależną kaplicą, potem należała do parafii w Posadzie Rybotyckiej.
Po wysiedleniu ludności ukraińskiej cerkiew i zabudowania wsi zostały rozebrane.

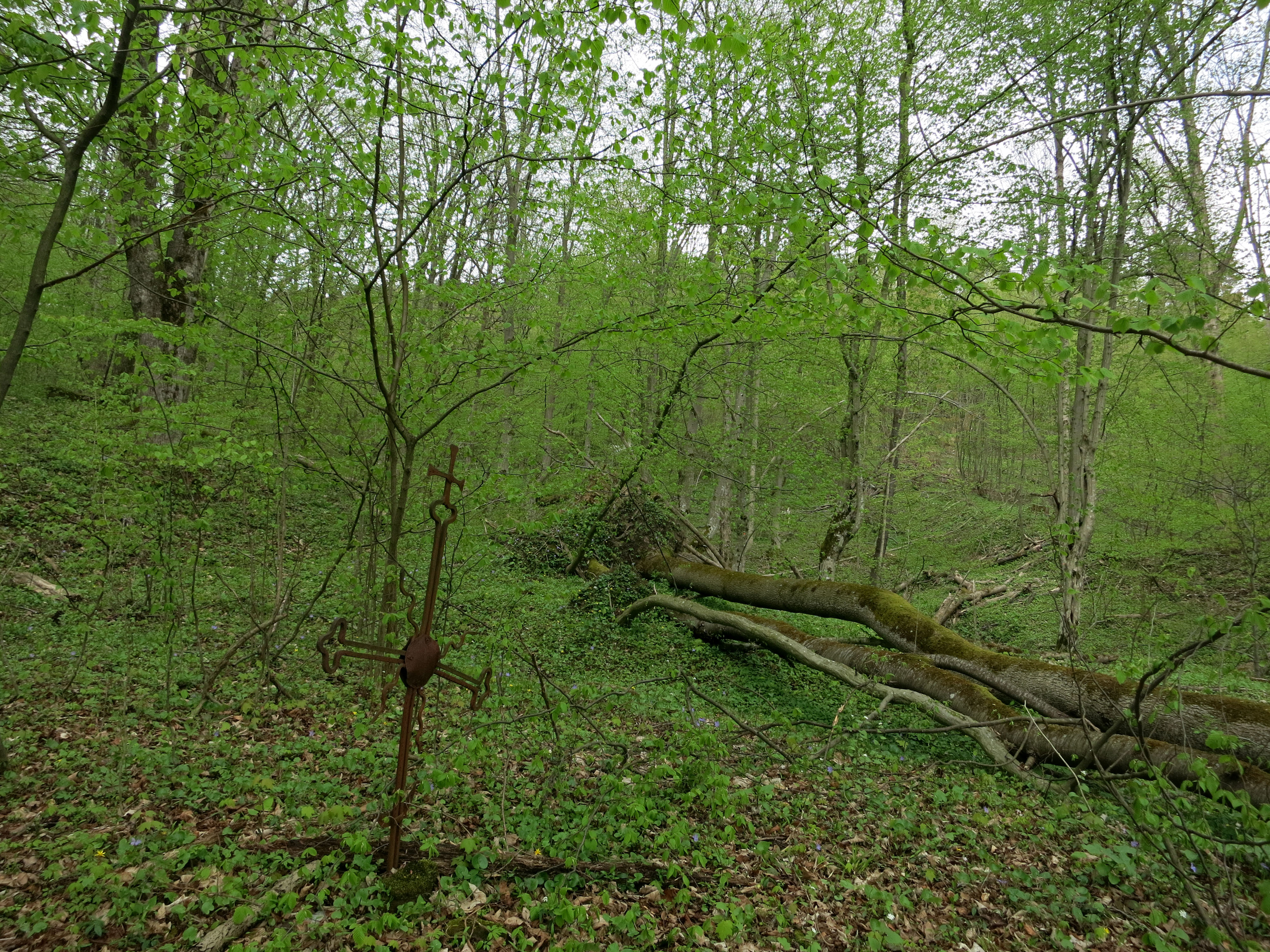
Krzyż, który wieńczył drewnianą cerkiew
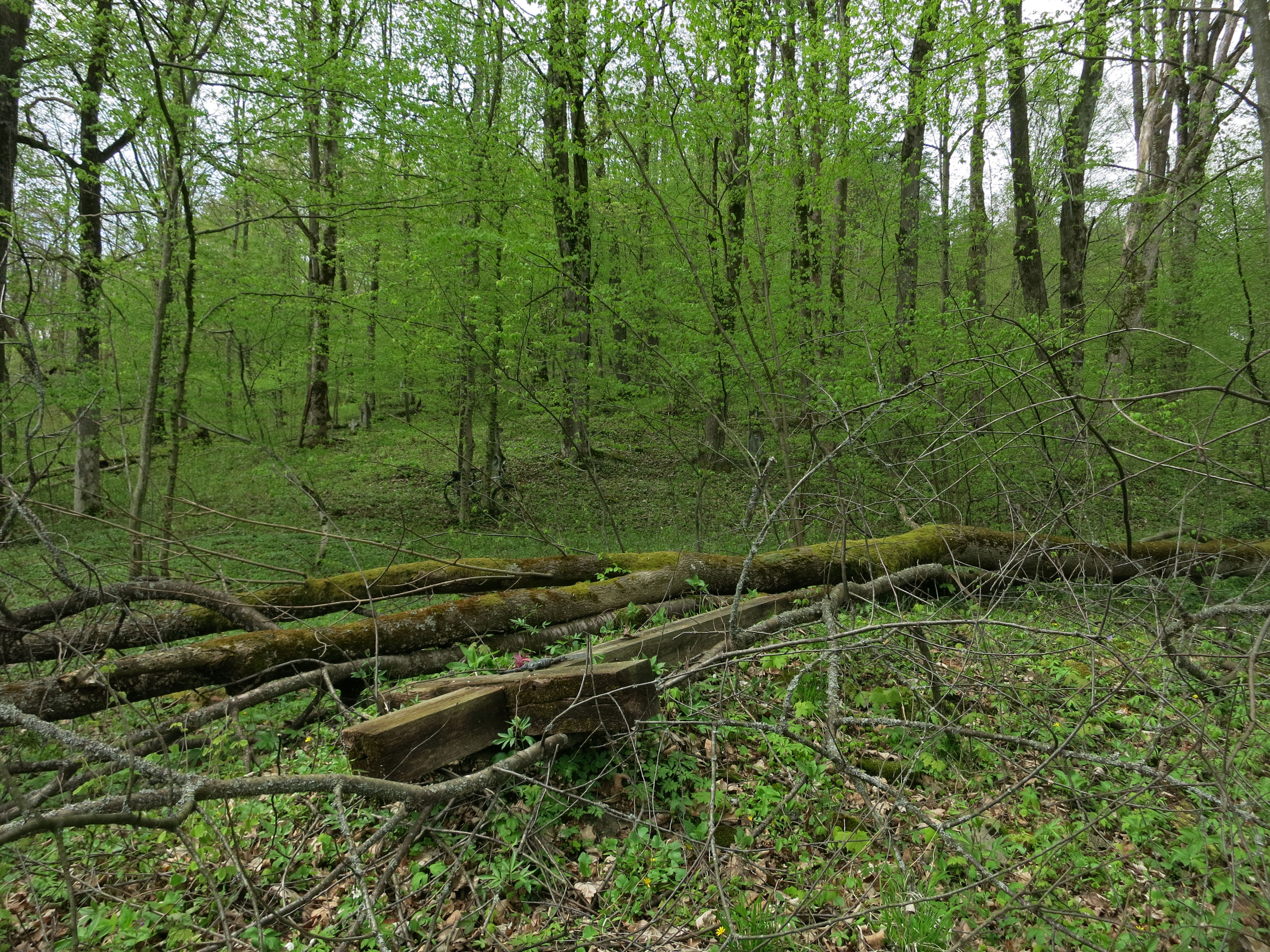
Cerkwisko na cmentarzu greckokatolickim
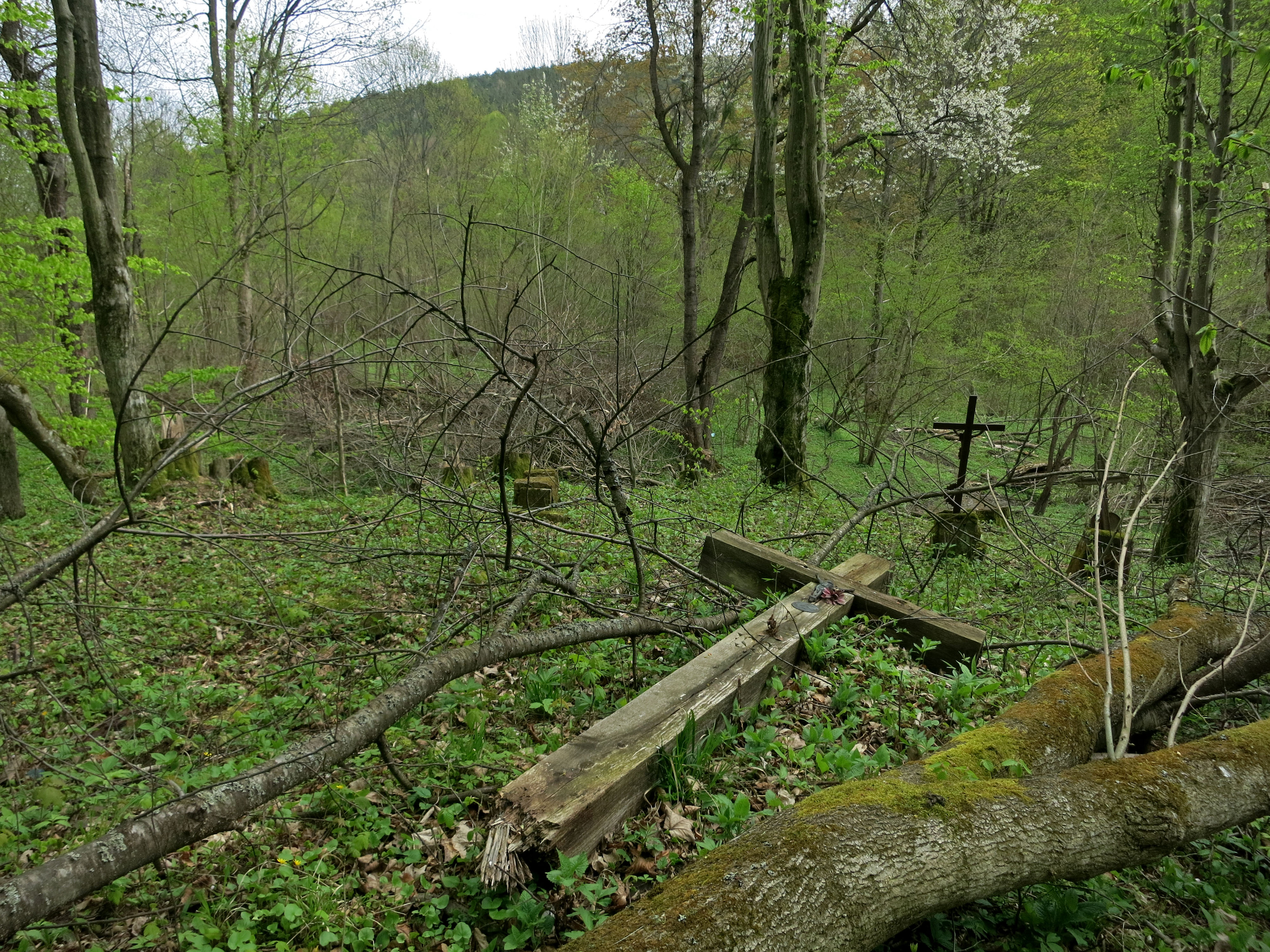
Krzyż na cmentarzu greckokatolickim
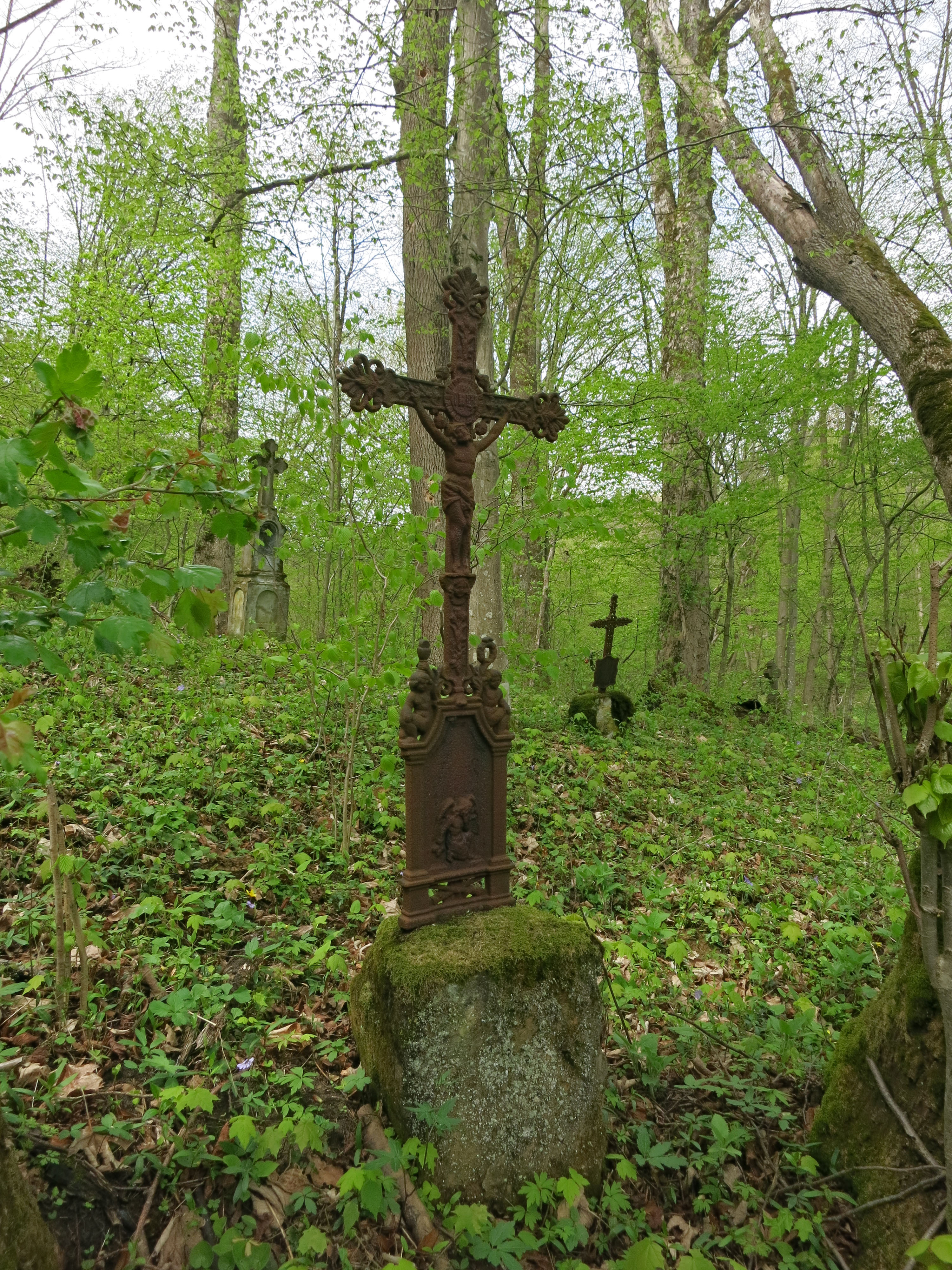
Nagrobek na cmentarzu greckokatolickim